# Rue Croix-des-Petits-Champs
Rue Croix-des-Petits-Champs är en gata i Quartier des Halles och Quartier du Palais-Royal i Paris 1:a arrondissement. Rue Croix-des-Petits-Champs, som börjar vid Rue Saint-Honoré 170–182 och slutar vid Place des Victoires 1 bis, är uppkallad efter de små fält (petits champs) som bredde ut sig i området samt ett kors i vit sten, ”Croix-des-Petits-Champs”, vilket sattes upp vid ett hus i närheten av tvärgatan Rue du Pélican.
En del av denna gata öppnades under Filip II August, kung av Frankrike från 1180 till 1223.

## Omgivningar
- Notre-Dame-des-Victoires
- Palais-Royal
- Jardin du Palais-Royal
- Place des Victoires
- Bibliothèque nationale de France
- Square Louvois
- Banque de France (inhyst i Hôtel de Toulouse)

## Bilder
| - Notre-Dame-des-Victoires. - Palais-Royal. - Jardins du Palais-Royal. - Square Louvois. - Banque de France. |

## Kommunikationer
- Tunnelbana – linjerna   – Palais Royal – Musée du Louvre
- Busshållplats Victoires – Paris bussnät, linje 29

### Webbkällor
- ”Rue Croix-des-Petits-Champs”. Mairie de Paris. http://www.v2asp.paris.fr/commun/v2asp/v2/nomenclature_voies/Voieactu/2446.nom.htm. Läst 14 mars 2021.
- ”Rue Croix-des-Petits-Champs”. Les rues de Paris. http://www.parisrues.com/rues01/paris-01-rue-croix-des-petits-champs.html. Läst 14 mars 2021.